# Спокій (гурток)
«Спо́кій» — український мистецький гурток, заснований 1927 року студентами Академії Мистецтв у Варшаві з ініціативи Петра Мегика, який став її першим головою.
У 1928—39 гурток влаштував 13 мистецьких виставок (у тому числі 2 пересувні на Волині), видав альбом «Дереворити» (1936), «Книжкові знаки Ніла Хасевича» (1939) і каталоги виставок.
Члени «Спокою» були також учасниками виставок АНУМ у Львові, української графіки у Берліні й Празі.